# Urubu
Urubu — восьмий сольний альбом Антоніу Карлуса Жобіна, випущений у квітні 1976 року лейблом Warner Bros.

## Список композицій
| Трек | Назва                                           | Автори                           | Тривалість |
| ---- | ----------------------------------------------- | -------------------------------- | ---------- |
| A1   | «Bôto» («Porpoise»)                             | Антоніу Карлус Жобін, Жарарака   | 6:07       |
| A2   | «Ligia»                                         | Антоніу Карлус Жобін             | 4:13       |
| A3   | «Correnteza»                                    | Антоніу Карлус Жобін, Луїс Бонфа | 2:41       |
| A4   | «Angela»                                        | Антоніу Карлус Жобін             | 2:50       |
| B1   | «Saudade do Brasil»                             | Антоніу Карлус Жобін             | 7:27       |
| B2   | «Valse»                                         | Паулу Жобін                      | 3:14       |
| B3   | «Arquitetura de Morar» («Architecture to Live») | Антоніу Карлус Жобін             | 8:08       |
| B4   | «O Homem» («Man»)                               | Антоніу Карлус Жобін             | 2:31       |

## Виконавці
- Антоніу Карлус Жобін — фортепіано, електропіаніно, гітара
- Клаус Огерман — аранжувальник, диригент і продюсер
- Міуша — вокал (трек A1)
- Жуан Пальма — барабани
- Рей Армандо — перкусія
- Рон Картер — контрабас